# کنیش
کنیش (انگلیسی: Knish) ترکیبی از خمیر آرد و سیب زمینی می‌باشد که درون آن را با میوه‌های پخته شده، حریرهٔ سیب زمینی و پیاز یا جگر خرد شده یا پنیر، پر می‌کنند.